# Robert Tilton
Robert Gibson Tilton (* 7. Juni 1946 in Dallas, Texas) ist ein amerikanischer Moderator, Autor, Unternehmer und Pastor einer Megachurch in Amerika. Er wurde insbesondere während der 1980er Jahre bekannt als seine Sendungen von mehr als 200 US-amerikanischen Fernsehsendern ausgestrahlt wurden. Tilton nahm über sein Missionswerk ca. 100 Mio. US-Dollar jährlich ein und nutzte diese Beiträge zum kontinuierlichen Ausbau seiner Reichweite. 1991 wurde jedoch eine Klage gegen ihn erhoben, weshalb er die Reichweite seiner Sendungen wieder reduzieren musste.
Die Trinity Foundation überwacht weiterhin die Tätigkeiten des Netzwerkes um Robert Tilton. 2003 schätzte sie das (steuerfreie) Einkommen seines Netzwerkes auf 24 Mio. US-Dollar.
In Deutschland ist Tilton besonders als „the Farting Preacher“ bekannt. Diese Bezeichnung entstammt einer im Jahre 1985 begonnenen Verballhornung seiner Gesichtsausdrücke, die er unter dem selbst behaupteten Einfluss göttlicher Eingebungen machte. Während dieser Eingebungen hielt er im Sprechen kurz inne. In diese Pausen synchronisierte ein Komiker-Duo Flatulenz-Geräusche hinein. Das erste Video kursierte als inoffizielle VHS-Video-Kassette in den späten 80er Jahren. Weitere seiner Fernseh-Auftritte wurden in jüngeren Jahren „vertont“ und kursieren seitdem, mit „Farting Preacher“ betitelt, in Video-Plattformen wie Youtube.
Im Dokumentarfilm Religulous werden einige Ausschnitte aus Tiltons Predigten im Zusammenhang mit Geldspenden und Zungenreden gezeigt.